# Etničke grupe Jemena
Etničke grupe Jemena: 23,066,000 stanovnika (UN Country Population; 2008) 27 naroda
- Amhara	9,200
- Angloamerikanci	7,400
- Arabizirani crnci	245,000 govore Taizzi-Adenski arapski
- Britanci	3,600
- Egipatski Arapi	82,000
- Hadrami Arapi	405,000
- Hobyot, nepoznato
- Indopakistanci	247,000
- Irački Arapi	32,000
- Iranci  (Perzijanci)	37,000
- Jemenski Arapi (Ta'izz-Adeni /Ta'izz-Adenski/Arapi) 9,487,000
- Jemenski Židovi	200
- Libanonski Arapi	37,000
- Mahra	91,000
- Malajci	49,000
- Nijemci	6,200
- Omanski Arapi	173,000
- Palestinski Arapi	25,000
- Rusi	17,000
- Sjevernojemenski Arapi Sanaani, 	10,585,000
- Sokotranci	109,000
- Somalci	915,000
- Sudanski Arapi	420,000
- Španjolci	25,000
- Talijani	500
- Tigrinja, Eritrejski	9,200
- Zaljevski Arapi	17,000